# شیزو کاکوتانی
شیزو کاکوتانی (ژاپنی:角谷 静夫, زادهٔ ۲۸ آگوست ۱۹۱۱ – ۱۷ آگوست ۲۰۰۴) ریاضیدان ژاپنی آمریکایی بود که بیشتر به‌خاطر قضیه نقطه ثابت شناخته می‌شود.

## زندگی‌
کاکوتانی در دانشگاه تِهوکو در سندای تحصیل کرد. دو سال را به دعوت ریاضیدان هرمان ویل، در مؤسسه مطالعات پیشرفته در پرینستون گذراند. در همین مدت، او با جان فون نویمان نیز آشنا شد.
کاکوتانی دکترایش را در سال ۱۹۴۱ از دانشگاه اوساکا دریافت کرد و در طول جنگ جهانی دوم در همان دانشگاه تدریس نمود. در سال ۱۹۴۸ به مؤسسه مطالعات پیشرفته بازگشت و در سال ۱۹۴۹، از دانشگاه ییل به مقام استادی منصوب شد؛ جایی که جایزه انتخاب دانشجویان برای برتری در تدریس را از آن خود کرد.
او در سال ۱۹۸۲ از سوی آکادمی ژاپن دو جایزه، یعنی جایزه امپراتوری و جایزه آکادمی را به دلیل توانمندی‌های علمی کلی و به‌ویژه دستاوردهایش در تحلیل تابعی دریافت کرد. همچنین، او در سال ۱۹۵۰ به‌عنوان سخنران اصلی در کنگره جهانی ریاضیدانان(ICM) در کمبریج، ماساچوست، سخنرانی کرد.
کاکوتانی با کیکو اوچی‌دا ازدواج کرد، که خواهر نویسنده‌ یوشیکو اوچی‌دا بود. دختر او، میچی‌کو کاکوتانی، نیز به عنوان منتقد ادبی سابق و برنده جایزه پولیتزر در نیویورک تایمز شناخته می‌شود.

## فعالیت‌های علمی
قضیه نقطه ثابت کاکوتانی تعمیمی از قضیه نقطه ثابت بروور است که به جای توابع، برای نگاشت‌های تعمیم‌یافته برقرار است. از مهم‌ترین کاربردهای آن می‌توان به اثبات وجود تعادل‌های نش در نظریه بازی و استفاده در مدل آرو–دبرو–مک‌کنزی نظریه تعادل عمومی در اقتصاد خرد اشاره کرد.
سایر دستاوردهای ریاضی کاکوتانی شامل قضیه نقطه ثابت مارکوف–کاکوتانی (یکی دیگر از قضایای نقطه ثابت)، مفهوم آسمان‌خراش کاکوتانی در نظریه ارگودیک (شاخه‌ای از ریاضیات که به مطالعه‌ی سیستم‌های دینامیکی با اندازه‌گیری نگهدارنده و مسائل مرتبط می‌پردازد) و همچنین راهکار او در حل معادله پواسون با استفاده از روش‌های تحلیل تصادفی می‌شود.
همچنین، حدس کولاتز به عنوان حدس کاکوتانی نیز شناخته می‌شود.

## مقالات منتخب
- «تعمیمی از قضیه نقطه ثابت بروور.» مجله ریاضیات دوک (۱۹۴۱): ۴۵۷–۴۵۹.  doi:10.1215/S0012-7094-41-00838-4
- «نمایش عینی فضاهای انتزاعی (L) و قضیه ارگودیک میانگین.» Annals of Mathematics (۱۹۴۱): ۵۲۳–۵۳۷.  doi:10.2307/1968915
- «نمایش عینی فضاهای انتزاعی (M) (یک ویژگی‌سازی از فضای توابع پیوسته).» Annals of Mathematics (۱۹۴۱): ۹۹۴–۱۰۲۴.  doi:10.2307/1968778
- «درباره‌ی تعادل اندازه‌های حاصل‌ضرب نامتناهی.» Annals of Mathematics (۱۹۴۸): ۲۱۴–۲۲۴.  doi:10.2307/1969123

## فهرست کتاب‌های موجود به زبان انگلیسی
- مقالات منتخب / شیزو کاکوتانی؛ رابرت آر. کالمن، ویراستار (۱۹۸۶)